# Засватані числа
Засватані числа або квазі-дружні числа — два позитивні цілі числа такі, що сума власних дільників кожного з них є на одиницю більшою, ніж значення іншого числа. Іншими словами, (m, n) є парою засватаних чисел, якщо s(m) = n + 1  і s(n) = m + 1, де s(n) є аліквотна сума  n: еквівалентна умова, що σ(m) = σ(n) = m + n + 1, де σ позначає функцію сума дільників.
Перші декілька пар засватаних чисел послідовність A005276 з Онлайн енциклопедії послідовностей цілих чисел, OEIS є такими: (48, 75), (140, 195), (1050, 1925), (1575, 1648), (2024, 2295), (5775, 6128).
Всі відомі пари засватаних чисел мають зворотню парність.  Будь-яка пара з однаковою парністю має бути більшою 1010.

## Квазі-товариські числа
Квазі-товариські числа або обмежені товариські числа - числа, чиї аліквотні суми мінус одиниця формують циклічну послідовність, яка починається та завершується одним і тим самим числом. Вони є узагальненнями концепцій засватаних чисел та квазідосконалих чисел. Перші квазі-товариські послідовності, або квазі-товариські ланцюги, були відкриті Мітчеллом Дікерамном у 1997 році:
- 1215571544 = 2^3*11*13813313
- 1270824975 = 3^2*5^2*7*19*42467
- 1467511664 = 2^4*19*599*8059
- 1530808335 = 3^3*5*7*1619903
- 1579407344 = 2^4*31^2*59*1741
- 1638031815 = 3^4*5*7*521*1109
- 1727239544 = 2^3*2671*80833
- 1512587175 = 3*5^2*11*1833439